# Cedusa pseudomaculata
Cedusa pseudomaculata är en insektsart som beskrevs av Caldwell 1944. Cedusa pseudomaculata ingår i släktet Cedusa och familjen Derbidae. Inga underarter finns listade i Catalogue of Life.